# Angelo Gardellin
Angelo Gardellin (* 30. Januar 1884 in Padua; † 2. September 1963 ebenda) war ein italienischer Radrennfahrer.
Angelo Gardellin war Profi von 1904 bis 1916. In diesen Jahren wurde er zweimal – 1905 und 1913 – italienischer Meister im Sprint. 1908 belegte er bei dem Straßenrennen Sanremo-Ventimiglia-Sanremo Platz zwei. Den Gran Premio della U.V.I. des italienischen Radsportverbandes (ein international besetztes Einladungsturnier) gewann er 1913 und 1916.
Gardellin war dem Sport in verschiedenen Funktionen verbunden. Im Ersten Weltkrieg hatte er die Idee zu sonntäglichen Sportveranstaltungen in verschiedenen Radrennbahnen mit Bahnrennen, Leichtathletik- und Turnwettbewerben, die mit Unterstützung des Ministerio dell’Assistenza  Civile e della Propaganda Interna in Radrennbahnen in Italien ausgetragen wurden. Dabei kamen rund 30.000 Lire (nach heutigem Stand rund 81.000 Euro) zur Unterstützung verschiedener ziviler und militärischer Institutionen zusammen. Er schrieb drei Bücher (zwei über Radsport, eins über Fußball), gründete 1906 den Verein Ciclisti Padovani, in dem er sich viele Jahre engagierte, und war als Sportlicher Leiter sowie als Wettkampfrichter im Radsport tätig.

## Publikationen
- Storia del velocipede e dello sport ciclistico. Tipografia Libreria Antoniana. Padua 1946.
- Le pagine di gloria del ciclismo italiano attraverso la storia dei campionati in pista e su strada dal 1896 al 1956. Padua 1957.
- Documenti storici sul gioco del calcio dalle origini, all’antichità, al Medio Evo, ai 50 anni di vita dell’Associazione Calcio Padova (1910–1960). Tipografia STEDI 1960.